# تيسير العلام شرح عمدة الأحكام
تيسير العلام شرح عمدة الأحكام هو كتاب من كتب الحديث، ألفه العلامة عبد الله البسام (1346-1423)، يحتوي كتاب عمدة الأحكام للحافظ عبد الغني المقدسي على نخبة منتقاة من أصح آثار النبي ، اختارها من صحيح البخاري وصحيح مسلم، ورتبها على الأبواب الفقهية، لتكون عونا على أخذ المسائل من أدلتها الصحيحة ، ثم أتى الشيخ عبد الله البسام فقام بشرحه شرحا تميز بأسلوب سهل، فتكلم أولا على المعنى المجمل متحريا مطابقة اللفظ، ومبيناً ما طوي تحت الألفاظ من حكمة وتشريع أو توطئة وتمهيد وغيره مما توحيه الجمل والألفاظ، وإذا احتاج المقام إلى توضيح من بعض طرق الحديث التي لم يورده المؤلف أجمله الشارح معه منبها على ذلك، لتتم الفائدة، ويستقيم البحث، ثم يستخرج من الحديث ما يدل عليه من الأحكام والآداب، ثم يذكر ما قوي من خلاف العلماء، مع ذكر أدلتهم ومآخذهم، مع حرصه على بيان حكمة التشريع وجمال الإسلام وسمو أهدافه، وجليل مقاصده، من وراء هذه النصوص.